# الغزوات البربرية داخل الإمبراطورية الرومانية في القرن الثالث
شَكَّلت الغزوات البربرية في القرن الثالث (212-305) فترة متواصلة من الغارات داخل حدود الإمبراطورية الرومانية، والتي نُفذت لأغراض النهب والاغتنام بواسطة جماعات مسلحة تنتمي إلى مجتمعات متاخمة للحدود الشمالية: البيكتيون، والكاليدونيون، والساكسون في بريطانيا؛ والقبائل الجرمانية من الفريسي، والساكسون، والفرنجة، والألامانيين، والبرغنديين، والماركومانيين، والكواديين، واللوغيين، والوندال، واليوتونجيين، والغبيديين، والقوط (طرونجة في الغرب، والغريوثونجي في الشرق)، وقبائل الداتشيين من الكاربيين والقبائل السارماتية من الأيازيجيس، والروكسولانيين، والألان، إضافةً إلى الباستارنيين، والسكوثيين، والبورانيين، والهيروليين على طول نهري الراين والدانوب والبحر الأسود.
لم تمارس القبائل الجرمانية السارماتية مثل هذا الضغط القوي على طول الحدود الشمالية للإمبراطورية الرومانية منذ عهد ماركوس أوريليوس خلال الحروب الماركومانية (166/167-189).
كان الخطر المتزايد على الإمبراطورية الرومانية من الجرمان والسارماتيين يُعزى أساسًا إلى تغيُّر في البنية القبلية لمجتمعهم مقارنةً بالقرون السابقة: إذ كان السكان المتزايدون باستمرار، والمدفوعون بالشعوب الشرقية، كانوا بحاجة إلى أراضٍ جديدة للتوسع، وإلا انقرضت القبائل الأضعف. ومن هنا جاءت الحاجة إلى التجمع في اتحادات إثنية كبيرة، مثل اتحادات الألامانين والفرنجة والقوط، وذلك إما لتعزيز هجومهم على الإمبراطورية المجاورة أو للدفاع عن أنفسهم ضد غارات الشعوب البربرية المجاورة الأخرى. ومع ذلك، يرى باحثون آخرون أن الاحتكاك والمواجهة مع الحضارة الإمبراطورية الرومانية (ثروتها ولغتها وأسلحتها وتنظيمها) إضافةً إلى ضغط الشعوب الخارجية، هو ما دفع الشعوب الجرمانية إلى إعادة هيكلة وتنظيم نفسها في أنظمة اجتماعية أكثر متانة وديمومة، قادرة على الدفاع عن نفسها بنحوٍ أفضل أو مهاجمة الإمبراطورية جديًّا. من جانبها، كانت روما تحاول منذ القرن الأول الميلادي منع تغلغل البرابرة من خلال التحصُّن خلف الليمس، وهو الخط المتواصل من التحصينات الممتدة بين نهري الراين والدانوب والذي بُنِي خصيصًا لاحتواء ضغط الشعوب الجرمانية.
سهّلت فترة انعدام الاستقرار الداخلي الشديد التي اجتاحت الإمبراطورية الرومانية خلال القرن الثالث أيضًا اختراق الشعوب البربرية على طول الليمس. إذ شهدت روما تعاقبًا مستمرًا للأباطرة ومغتصبي السلطة (ما يُسمى بالفوضى العسكرية). لم تقتصر الحروب الداخلية على استنزاف موارد مهمة في الصراعات بين مختلف المتنافسين فحسب، بل - والأخطر من ذلك - أنها أدت في نهاية المطاف إلى إنهاك الحدود نفسها التي تعرّضت للعدوان البربري.
وكأن هذا لم يكن كافيًا، فقد حلّ الساسانيون محلّ سلالة الفرثيين الفارسية على طول الجبهة الشرقية لبلاد الرافدين وأرمينيا ابتداءً من عام 224 فصاعدًا، والتي هاجمت الإمبراطورية الرومانية بشراسة في مناسبات عديدة، مما اضطرها إلى تحمل هجمات انضمت اليها احيانًا غزوات أقل ضراوةً، لكنها خطيرة، شنّتها قبائل البربر من الموريين والباكاوات وقبائل الحلف الخماسي والنوباتيين والبليمييين على طول الجبهة الأفريقية. أظهرت روما أنها تواجه صعوبة بالغة في خوض هذا العدد الكبير من الحروب في آنٍ واحد، وكادت أن تنهار قبل قرنين من الزمان.
تمكنت الإمبراطورية من إنقاذ نفسها من الانهيار النهائي والتفكك بفضل التقسيم الداخلي والمرحلي اللاحق للدولة الرومانية إلى ثلاثة أجزاء (إلى الغرب إمبراطورية الغال، وفي الوسط إيطاليا وإيليريكوم والمقاطعات الأفريقية، وإلى الشرق مملكة تدمر). لكن على أيّة حال، لم تنجح، إلا بعد وفاة غالينوس (268)، مجموعة من أباطرة الثكنات من أصل إيليري (كلاوديوس القوطي، وأوريليان، وماركوس أوريليوس بروبوس) في إعادة توحيد الإمبراطورية في كتلة واحدة في النهاية، مع أن الحروب الأهلية التي كانت مستمرة منذ حوالي خمسين عامًا والغزوات البربرية أجبرت الرومان على التخلي عن كل من منطقة أغري ديكوماتيس (التي تُركت للألامانيين في حوالي عام 260) ومقاطعة داتشيا (256-271)، التي تعرضت لغزوات من شعب داتشيا من الكاربيين، والقوط الطرونجة، والسارماتيين الأيازيجيس.
بدأت غزوات القرن الثالث، وفقًا للتقليد، بالغزو الأول الذي قام به اتحاد الألامانيين الجرماني في عام 212 بقيادة الإمبراطور قرقلة، وانتهت في عام 305 حين تنازل دقلديانوس عن العرش لصالح نظام الحكم الرباعي الجديد.

## السياق التاريخي
اندلعت أزمة جديدة على طول الليمس الجرماني الرائيتي في عام 212 بسبب الغزو الأول الذي شنَّه الاتحاد الألاماني، بعد حوالي ثلاثين عامًا من الهدوء النسبي على طول الحدود الراينية الدانوبية.

### العالم الجرماني بين القرنين الثاني والثالث
اهتزّ العالم البربري في أوروبا الوسطى والشرقية بفعل اضطرابات داخلية شديدة وحركات هجرة سكانية، ما أدى إلى اختلال التوازن مع الإمبراطورية الرومانية المجاورة. وقد انجذبت هذه الشعوب، التي سعت إلى أراضٍ جديدة للاستقرار فيها نتيجةً للنمو السكاني المتزايد في جرمانية القديمة، انجذبت إلى ثروة العالم الروماني وحياته التَرِفة.
قبلها بخمسين عامًا، وعلى أطراف المنطقة الجرمانية، كانت هناك حركة واختلاط للشعوب على طول الحدود الدانوبية والكارباتية، مع ظهور ظاهرة جديدة بين الجرمان، والتي مثلت تجاوز البعد القبلي: إذ تجمعت شعوب بأكملها (مثل الماركومانيين، والكواديين والناريسكيين، والوندال، والكوتينيين، والأيازيجيس، وقبيلة بوري، إلخ) معًا في تحالفات، كانت ذات طبيعة عسكرية في الغالب، مما أدى إلى زيادة الضغط على الليمس الروماني القريب.
تطورت ظاهرة التكتل في عهد قرقلة بنحوٍ أكبر، حتى أنها أنشأت بعض الاتحادات الإثنية الحقيقية للقبائل في منطقة أغري ديكوماتيس: الألامانيون، الذين جمعوا الخاتيين، والناريسكيين، والهرموندوريين وجزء من السمنونيين، وتموضعوا على نهر الراين الأعلى من موغونتياكوم إلى نهر الدانوب بالقرب من كاسترا ريجينا (ريغنسبورغ)؛ والفرنجة، على نهر الراين الأسفل من مصب النهر إلى بون؛ والساكسون، المكونون من الشعوب البحرية بين مصبي نهري فيزر وإلبه.
في الوقت نفسه، ازداد اندفاع الجرمان الشرقيين من إسكندنافيا، مثل القوط (بفروعهم المختلفة من القوط الشرقيين والقوط الغربيين والهيروليين)، القادمين من نهر فيستولا: كانوا يتجهون ببطء نحو الجنوب الشرقي لأكثر من خمسين عامًا، واقتربوا آنذاك من شواطئ البحر الأسود الشمالية. دخلوا في صراع مع شعوب سارماتيا من روكسولانيين وألان في تلك المنطقة. جاءت مجموعتان سكانيتان رئيستان أخريان أيضًا من منطقة سيليزيا-فيستولا: الوندال، الذين كانوا قد احتكوا سابقًا بفيالق بانونيا وداتشيا بوروليسينسيس الرومانية إبان الحروب الماركومانية بقيادة ماركوس أوريليوس، والبرغنديون، الذين كانوا يتجهون غربًا نحو نهري إلبه وماين.

### تمهيد لغزوات القرن الثالث: الحروب الماركومانية (166-189)
في فترة 166/167، حدث أول اشتباك على طول الحدود البانونية مع بضع مجموعات من اللومبارديين وقبيلة أوسي المهاجمين، والتي صُدّت سريعًا بفضل تدخل قوات الحدود الفوري. تولى الإمبراطوران ماركوس أوريليوس ولوسيوس فيروس، اللذان كانا حذرين من المعتدين البرابرة، توليا مباشرةً إدارة السلام المبرم مع الشعوب الجرمانية المجاورة شمال نهر الدانوب، وسافرا لهذه الأسباب حتى كارنونتوم البعيدة (في عام 168). أدى موت لوسيوس المبكر (في عام 169 بالقرب من إيكلاية)، ونقض البرابرة للمعاهدات (الذين كان العديد منهم «عملاء» منذ عهد تيبيريوس)، إلى موجة غير مسبوقة من القوات التي اجتاحت شمال إيطاليا بنحوٍ مدمر وصولًا إلى أسوار إيكلاية، قلب فينيتيا. كان الأثر الذي أحدثه ذلك هائلًا: إذ لم يحاصر السكان البرابرة مراكزًا في شمال إيطاليا منذ عهد ماريوس.
خاض ماركوس أوريليوس حربًا طويلةً ومرهقةً ضد السكان البرابرة، فصدهم في البداية و«طهر» أراضي بلاد غاليا كيسالبينا، ونوريكوم، ورائيتيا (170-171)، ثم شنّ هجومًا مضادًا واسع النطاق داخل الأراضي الجرمانية، استمرّ لعدة سنوات من القتال حتى عام 175. أجبرت هذه الأحداث الإمبراطور على الإقامة لعدة سنوات على طول الجبهة البانونية، دون العودة إلى روما. ومع ذلك، لم تدم الهدنة الموقّعة مع هذه الشعوب، وخاصةً الماركومانيين، والكواديين، والأيازيجيس، لم تدم سوى بضع سنوات. اضطر الإمبراطور ماركوس أوريليوس إلى العودة إلى كاسترا بريجيتيو بحلول نهاية عام 178، حيث انطلقت منها الحملة الأخيرة في ربيع عام 179 التالي. ما لبث موت الإمبراطور الروماني في عام 180 حتى أنهى الخطط التوسعية الرومانية وأدى إلى التخلي عن الأراضي المحتلة في ماركومانيا وإبرام معاهدات جديدة مع الشعوب «العميلة» شمال شرق نهر الدانوب الأوسط.